# Lekkoatletyka na Letnich Igrzyskach Olimpijskich 2020 – bieg na 400 m przez płotki mężczyzn
Bieg na 400 m przez płotki mężczyzn był jedną z konkurencji lekkoatletycznych rozgrywanych podczas igrzysk olimpijskich w Tokio.
Wystartowało 36 zawodników z 26 krajów.

## Terminarz
Godziny rozpoczęcia podane są w czasie tokijskim.
| Data                       | Godzina |           |
| -------------------------- | ------- | --------- |
| Piątek, 30 lipca 2021      | 09:00   | Runda 1   |
| Niedziela, 1 sierpnia 2021 | 21:05   | Półfinały |
| Wtorek, 3 sierpnia 2021    | 09:00   | Finał     |

## Rekordy
|                   | Zawodnik        | Wynik   | Miejsce   | Data            |
| ----------------- | --------------- | ------- | --------- | --------------- |
| Rekord świata     | Karsten Warholm | 46,70 s | Oslo      | 1 lipca 2021    |
| Rekord olimpijski | Kevin Young     | 46,78   | Barcelona | 6 sierpnia 1992 |

### Runda 1
Rozegrano 5 biegów eliminacyjnych. Do półfinału awansowało 4 pierwszych zawodników z każdego biegu oraz 4 z najlepszymi czasami.

#### Bieg 1
| Poz. | Zawodnik            | Reprezentacja   | Czas  | Uwagi |
| ---- | ------------------- | --------------- | ----- | ----- |
| 1.   | Abderrahaman Samba  | Katar           | 48,38 | Q     |
| 2.   | Alison dos Santos   | Brazylia        | 48,42 | Q     |
| 3.   | Abdelmalik Lahoulou | Algieria        | 48,83 | Q     |
| 4.   | Kemar Mowatt        | Jamajka         | 49,06 | Q     |
| 5.   | Ludvy Vaillant      | Francja         | 49,23 | q     |
| 6.   | Máté Koroknai       | Węgry           | 49,80 |       |
| 7.   | Chen Chieh          | Chińskie Tajpej | 50,96 | =     |

#### Bieg 2
| Poz. | Zawodnik              | Reprezentacja     | Czas  | Uwagi |
| ---- | --------------------- | ----------------- | ----- | ----- |
| 1.   | Jaheel Hyde           | Jamajka           | 48,54 | Q     |
| 2.   | Kenny Selmon          | Stany Zjednoczone | 48,61 | Q     |
| 3.   | Hiromu Yamauchi       | Japonia           | 49,21 | Q     |
| 4.   | Constantin Preis      | Niemcy            | 49,73 | Q     |
| 5.   | Creve Armando Machava | Mozambik          | 50,37 | SB    |
| 6.   | Mohamed Amine Touati  | Tunezja           | 50,58 |       |
| 7.   | Sérgio Fernández      | Hiszpania         | 51,51 |       |
| 8.   | Ned Azemia            | Seszele           | 51,67 |       |

#### Bieg 3
| Poz. | Zawodnik           | Reprezentacja | Czas  | Uwagi |
| ---- | ------------------ | ------------- | ----- | ----- |
| 1.   | Karsten Warholm    | Norwegia      | 48,65 | Q     |
| 2.   | Thomas Barr        | Irlandia      | 49,02 | Q     |
| 3.   | Alessandro Sibilio | Włochy        | 49,11 | Q     |
| 4.   | Luke Campbell      | Niemcy        | 49,19 | Q     |
| 5.   | Wilfried Happio    | Francja       | 49,39 | q     |
| 6.   | Márcio Teles       | Brazylia      | 49,70 | SB    |
| 7.   | Gerald Drummond    | Kostaryka     | 49,92 |       |

#### Bieg 4
| Poz. | Zawodnik        | Reprezentacja                 | Czas  | Uwagi |
| ---- | --------------- | ----------------------------- | ----- | ----- |
| 1.   | Kyron McMaster  | Brytyjskie Wyspy Dziewicze    | 48,79 | Q     |
| 2.   | Yasmani Copello | Turcja                        | 49,00 | Q     |
| 3.   | Shawn Rowe      | Jamajka                       | 49,18 | Q     |
| 4.   | David Kendziera | Stany Zjednoczone             | 49,23 | Q     |
| 5.   | Joshua Abuaku   | Niemcy                        | 49,50 | q     |
| 6.   | Kazuki Kurokawa | Japonia                       | 50,30 |       |
| 7.   | Jordin Andrade  | Republika Zielonego Przylądka | 50,64 | SB    |

#### Bieg 5
| Poz. | Zawodnik          | Reprezentacja     | Czas  | Uwagi |
| ---- | ----------------- | ----------------- | ----- | ----- |
| 1.   | Rai Benjamin      | Stany Zjednoczone | 48,60 | Q     |
| 2.   | Rasmus Mägi       | Estonia           | 48,73 | Q     |
| 3.   | Sokwakhana Zazini | Południowa Afryka | 49,51 | Q     |
| 4.   | Nick Smidt        | Holandia          | 49,55 | Q     |
| 5.   | Vít Müller        | Czechy            | 49,59 | q     |
| 6.   | Takatoshi Abe     | Japonia           | 49,98 |       |
| 7.   | M. P. Jabir       | Indie             | 50,77 |       |

### Półfinały
Do fianału awansowało dwóch pierwszych zawodników z każdego biegu oraz dwóch z najlepszymi czasami.

#### Bieg 1
| Poz. | Zawodnik          | Reprezentacja     | Czas  | Uwagi |
| ---- | ----------------- | ----------------- | ----- | ----- |
| 1.   | Karsten Warholm   | Norwegia          | 47,30 | Q     |
| 2.   | Rai Benjamin      | Stany Zjednoczone | 47,37 | Q     |
| 3.   | Yasmani Copello   | Turcja            | 47,88 | q     |
| 4.   | Thomas Barr       | Irlandia          | 48,26 | SB    |
| 5.   | Kemar Mowatt      | Jamajka           | 48,95 |       |
| 6.   | Sokwakhana Zazini | Południowa Afryka | 48,99 | SB    |
| 7.   | Ludvy Vaillant    | Francja           | 49,02 | SB    |
| 8.   | Joshua Abuaku     | Niemcy            | 49,93 |       |

#### Bieg 2
| Poz. | Zawodnik           | Reprezentacja     | Czas  | Uwagi |
| ---- | ------------------ | ----------------- | ----- | ----- |
| 1.   | Alison dos Santos  | Brazylia          | 47,31 | Q     |
| 2.   | Abderrahaman Samba | Katar             | 47,47 | Q     |
| 3.   | Alessandro Sibilio | Włochy            | 47,93 | q     |
| 4.   | Kenny Selmon       | Stany Zjednoczone | 48,58 |       |
| 5.   | Luke Campbell      | Niemcy            | 48,62 | PB    |
| 6.   | Shawn Rowe         | Jamajka           | 48,83 | PB    |
| 7.   | Nick Smidt         | Holandia          | 49,35 | SB    |
| 8.   | Vít Müller         | Czechy            | 49,69 |       |

#### Bieg 3
| Poz. | Zawodnik            | Reprezentacja              | Czas    | Uwagi |
| ---- | ------------------- | -------------------------- | ------- | ----- |
| 1.   | Kyron McMaster      | Brytyjskie Wyspy Dziewicze | 48,26   | Q     |
| 2.   | Rasmus Mägi         | Estonia                    | 48,36   | Q     |
| 3.   | David Kendziera     | Stany Zjednoczone          | 48,67   |       |
| 4.   | Constantin Preis    | Niemcy                     | 49,10   |       |
| 5.   | Abdelmalik Lahoulou | Algieria                   | 49,14   |       |
| 6.   | Hiromu Yamauchi     | Japonia                    | 49,35   |       |
| 7.   | Wilfried Happio     | Francja                    | 49,49   |       |
| 8.   | Jaheel Hyde         | Jamajka                    | 1:27,38 |       |

### Finał
| Poz. | Zawodnik           | Reprezentacja              | Czas  | Uwagi |
| ---- | ------------------ | -------------------------- | ----- | ----- |
| 1.   | Karsten Warholm    | Norwegia                   | 45,94 | WR    |
| 2.   | Rai Benjamin       | Stany Zjednoczone          | 46,17 | AM    |
| 3.   | Alison dos Santos  | Brazylia                   | 46,72 | SA    |
| 4.   | Kyron McMaster     | Brytyjskie Wyspy Dziewicze | 47,08 | NR    |
| 5.   | Abderrahaman Samba | Katar                      | 47,12 | SB    |
| 6.   | Yasmani Copello    | Turcja                     | 47,81 | =     |
| 7.   | Rasmus Mägi        | Estonia                    | 48,11 | NR    |
| 8.   | Alessandro Sibilio | Włochy                     | 48,77 |       |